# AKT3
La RAC-gamma serina / treonina-proteína quinasa es una enzima que en los humanos está codificada por el gen AKT3 .

## Función
La proteína codificada por este gen es un miembro de la subfamilia AKT de serina/treonina proteínas quinasas. Se sabe que las AKT quinasas son reguladores de la señalización celular en respuesta a la insulina y los factores de crecimiento. Están involucrados en una amplia variedad de procesos biológicos que incluyen la proliferación celular, la diferenciación, la apoptosis, la tumorigénesis, así como la síntesis de glucógeno y la absorción de glucosa. Se ha demostrado que esta quinasa es estimulada por el factor de crecimiento derivado de plaquetas (PDGF), la insulina y el factor de crecimiento similar a la insulina 1 (IGF1). Alternativamente se han descrito variantes de transcirpción de empalme que codifican distintas isoformas. Los ratones que carecen de AKT3 tienen un metabolismo de glucosa normal (sin diabetes), tienen un peso corporal aproximadamente normal, pero tienen una reducción del 25% en la masa cerebral. Por cierto, AKT3 se expresa altamente en el cerebro. 

## Interacciones
Se ha demostrado que AKT3 interactúa con la Proteína quinasa Mζ.